# Schloss Buchenau (Buchenau)

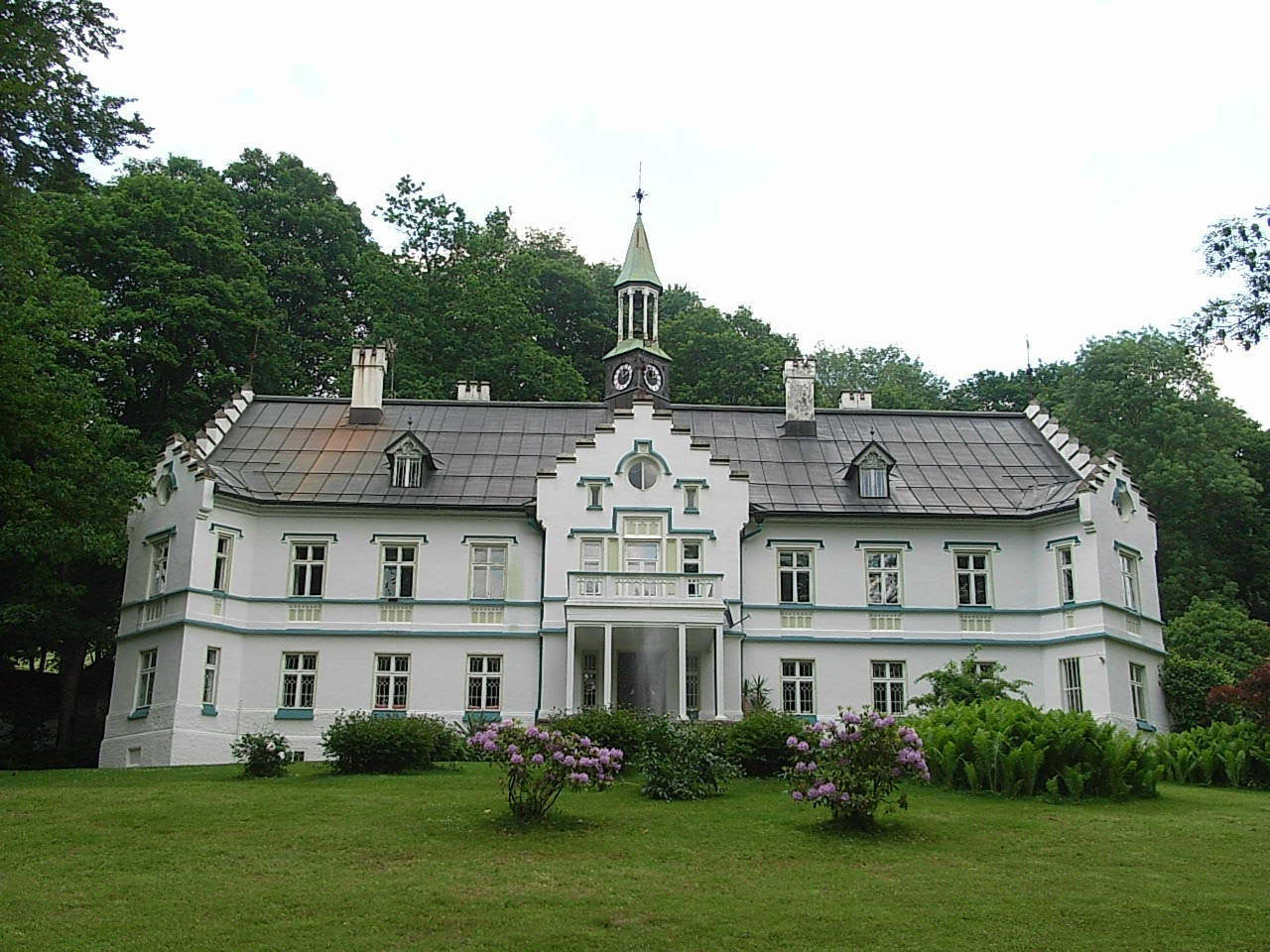
Schloss Buchenau (2008)

Das Schloss Buchenau ist ein denkmalgeschütztes (Aktennummer D-2-76-130-9) Schloss im Buchenau, einem Gemeindeteil der niederbayerischen Gemeinde Lindberg im Landkreis Regen.

## Baulichkeit
Das Schloss ist ein zweigeschossiger, im Stil der Neugotik errichteter Satteldachbau mit Treppengiebeln, Eckerkern und einem Dachreiter. Nach Westen befindet sich eine Säulenvorhalle.
Zu dem Ensemble gehört das ehemalige Verwalterhaus, ein zweigeschossiger Satteldachbau mit Giebelbalkonen, das im Landhausstil errichtet wurde. Ein dazugehörendes Waschhaus mit Eiskeller wurde um 1900 errichtet, es ist ein eingeschossiger Zweiflügelbau mit einem Walmdach und Eckrustizierungen. Das Palmenhaus stammt aus der Zeit um 1870, es ist ein Fußwalmdachbau mit verglaster Südseite. Ebenso um 1870 wurde das Gewächshaus errichtet, ein langgestreckter Flachsatteldachbau mit Glasdach. Dazu gehört ferner eine Kegelbahn, ein langgestreckter Flachsatteldachbau, das mit Holzständerwerk über Bruchsteinmauern errichtet wurde, sowie ein Bienenhaus. Auf dem Anweisen befindet sich eine aus Bruchstein gemauerte Grotte. Die Hofmauer ist ebenfalls aus Bruchstein errichtet. Das Anwesen ist in einen Park im Stil eines englischen Landschaftsgartens eingebettet, der um 1870 angelegt wurde.

## Geschichte
Das Anwesen wurde ab 1840 für den Glasfabrikanten Reichsritter Benedikt von Poschinger errichtet. Nach seinem Tod († 1856) folgte auf ihn sein Sohn Ferdinand Friedrich Wilhelm von Poschinger, der das Anwesen 1868–1870 im Stil des Historismus ausbaute. Nach dem Konkurs der Glashütte 1932 blieb das Schloss neun Jahre ungenutzt. 
1942 kam es auf dem Kaufweg an das Ehepaar Erna Horn und Dr. Julius Arndt, die hier eine Versuchsküche und ein kulturelles Zentrum einrichteten. Nach dem Tod von Erna Horn († 1982) kam das Anwesen durch Erbschaft an zwei Angestellte von Erna Horn, die Köchin und die Sekretärin. 2006 erwarb der „Förderkreis Schloss Buchenau“ das Schloss. Nach einer Renovierung wird es heute als Kulturzentrum genutzt, dazu gehört auch der „Gartenmarkt mit Bärlauchfest“ Ende Mai, der „Genussmarkt“ am 3. Oktober und ein jährlicher Adventsmarkt. 